# Varga Gyula (helytörténész)
Varga Gyula (Csombord, 1935. szeptember 10.–) erdélyi magyar helytörténész.

## Életútja
Középiskoláit a nagyenyedi Bethlen Gábor Kollégiumban végezte, majd történelem szakos tanári oklevelet szerzett a Bolyai Tudományegyetemen (1958). 1968-ig a torockói általános iskola tanára és a helyi múzeum igazgatója, ebben az időben rendszerezte és dolgozta fel a korábban összegyűlt és általa összegyűjtött anyagot, s hozta létre a ma is látható alapkiállítást. 1968-tól a Bethlen Gábor Kollégiumban tanított, nyugdíjazásáig (2000).
Cikkeit, tanulmányait főképp Torockó és vidéke tárgyköréből közölte, 1989 előtt a Művelődés, 1990 után az Enyedi Sion hasábjain. Társszerkesztője a Bethlen Gábor Kollégium 1995-ös Évkönyvének, amelyben Bethlen Gábor egyénisége c. tanulmánya is megjelent. Részt vett a Kollégium alapításának 325. évfordulójára kiadott Emlékkönyv szerkesztésében is.

## Kötetei
- A torockói vasbányászat és kohászat történetéből (Torockó, 1991);
- Torockó társadalmának sajátosságai (Balatonfenyves, 1991);
- Kőrösi Csoma Sándor emléke a Bethlen Kollégiumban (Balatonfenyves,  1997).